# آیویلر
آیویلر (به فرانسوی: Eywiller) یک کمون در فرانسه با جمعیت ۲۶۸ نفر است که در Canton of Drulingen واقع شده‌است.